# Amédée de La Patellière

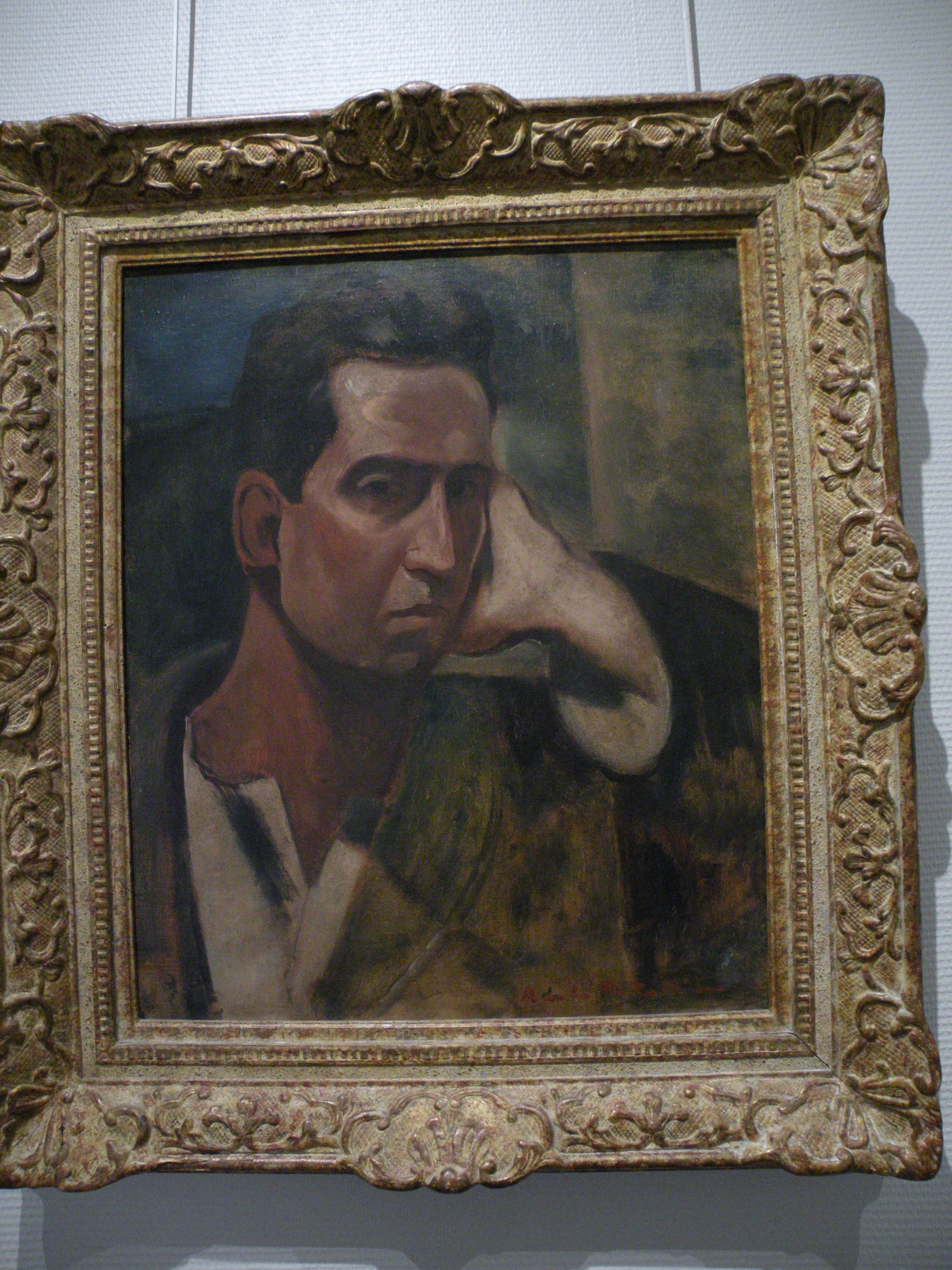
Autorretrato

Amédée-Marie-Dominique Dubois de La Patellière, nacido en Vallet en 1890 y fallecido en París en 1932, fue un pintor francés que dejó una marca indeleble en el mundo del arte, especialmente dentro del movimiento expresionista. 

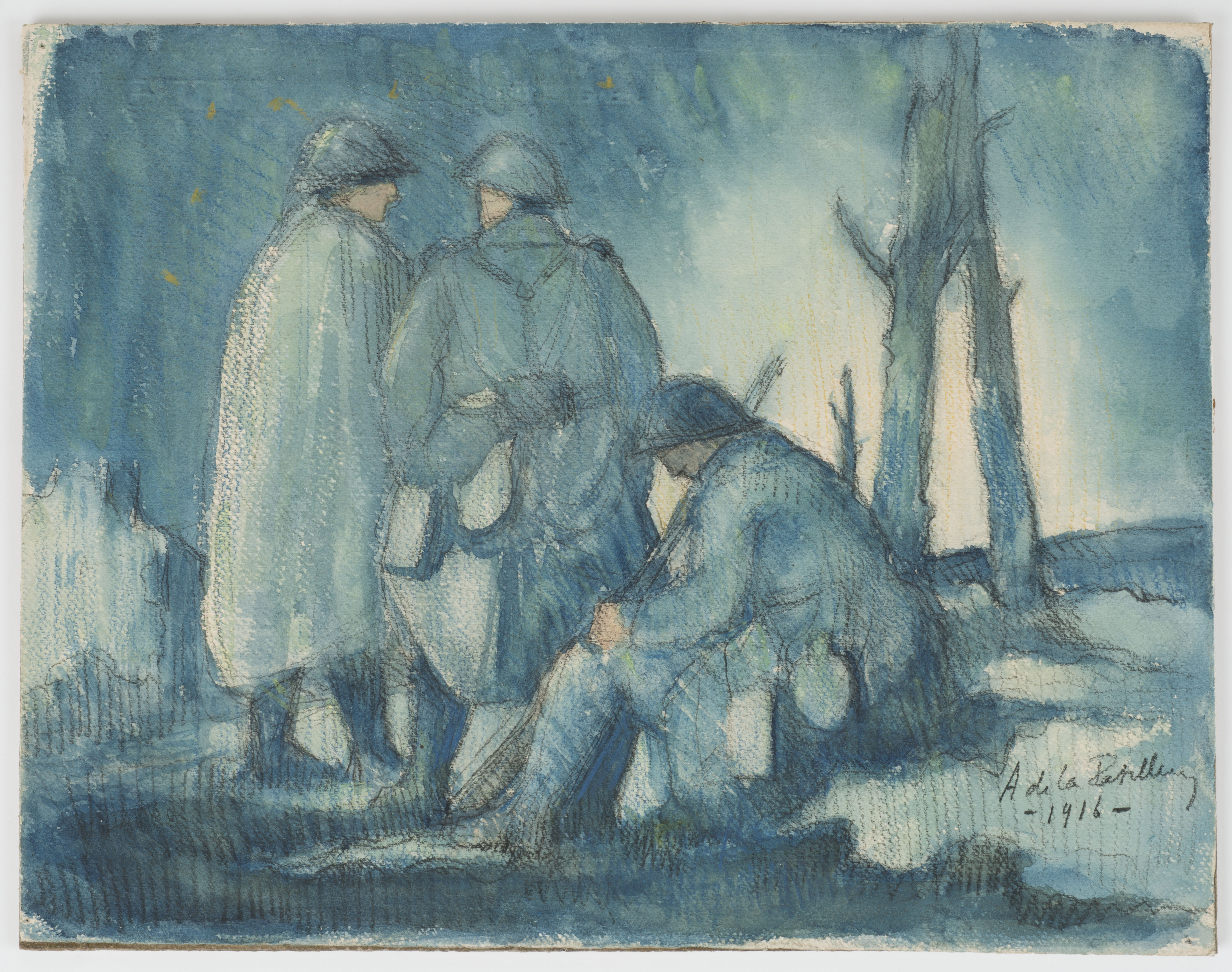
Acuarela de Amédée Dubois de la Patellière, 1916

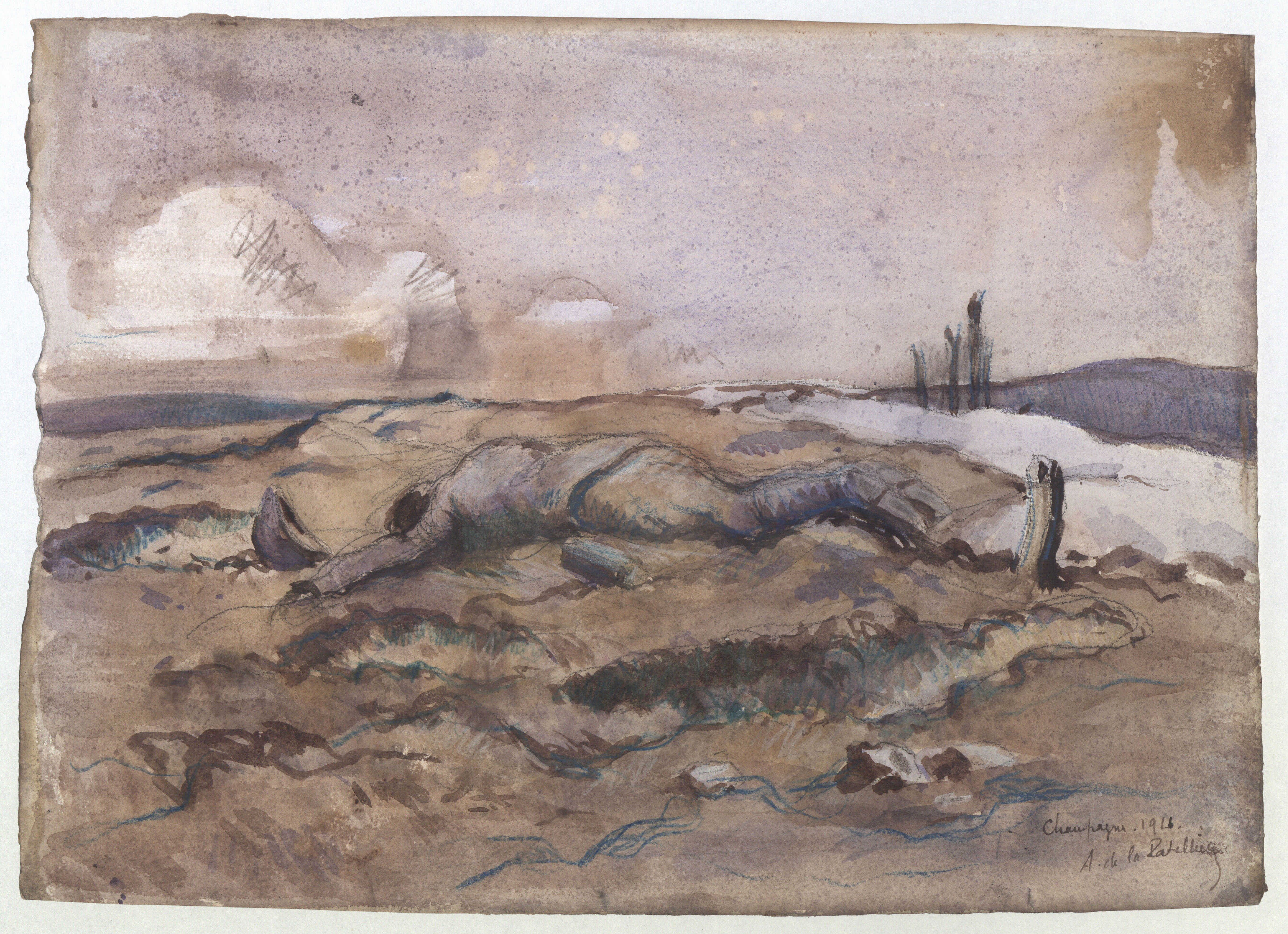
Acuarela de Amédée Dubois de la Patellière, 1916

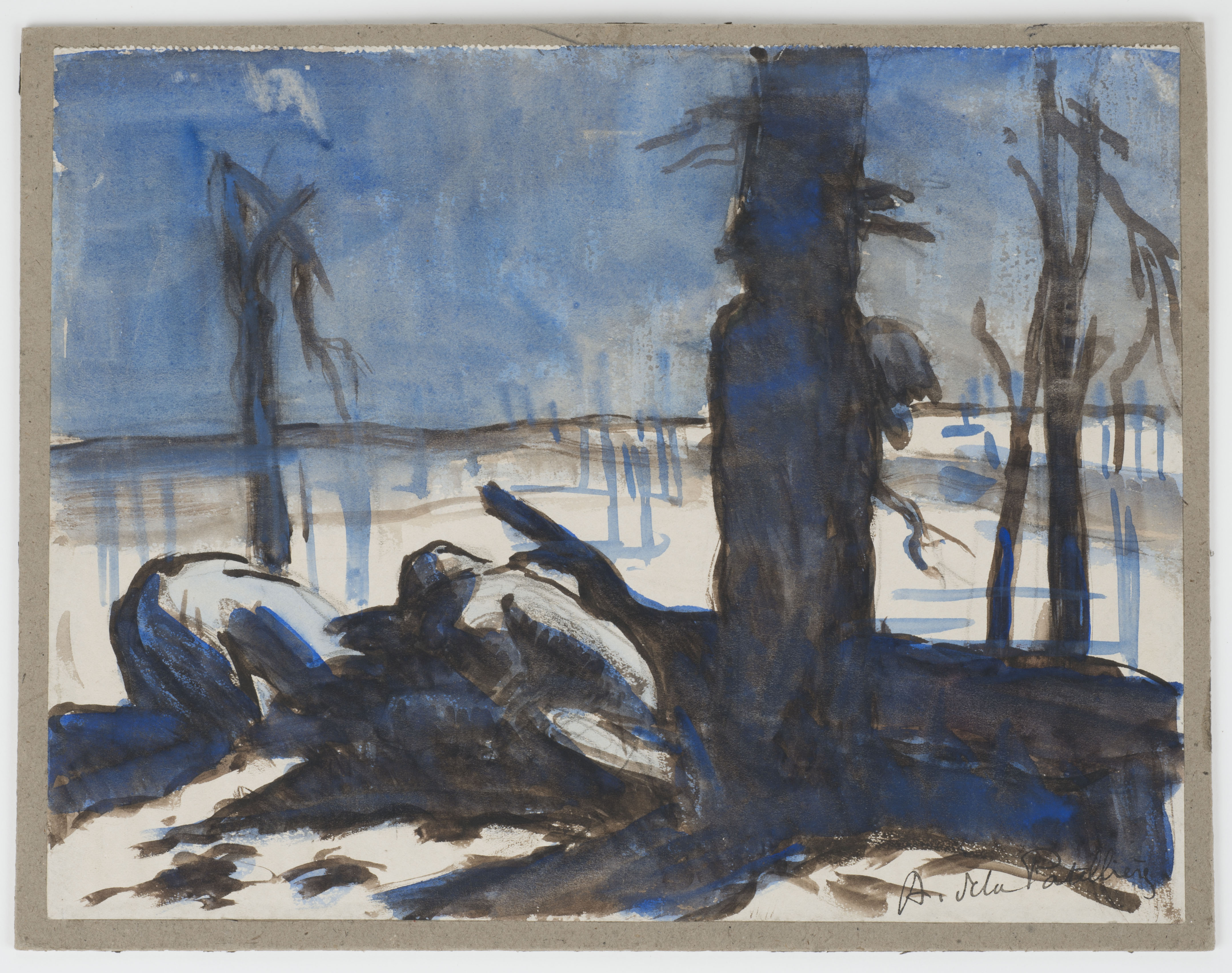
Acuarela de Amédée Dubois de la Patellière, entre 1914 y 1918

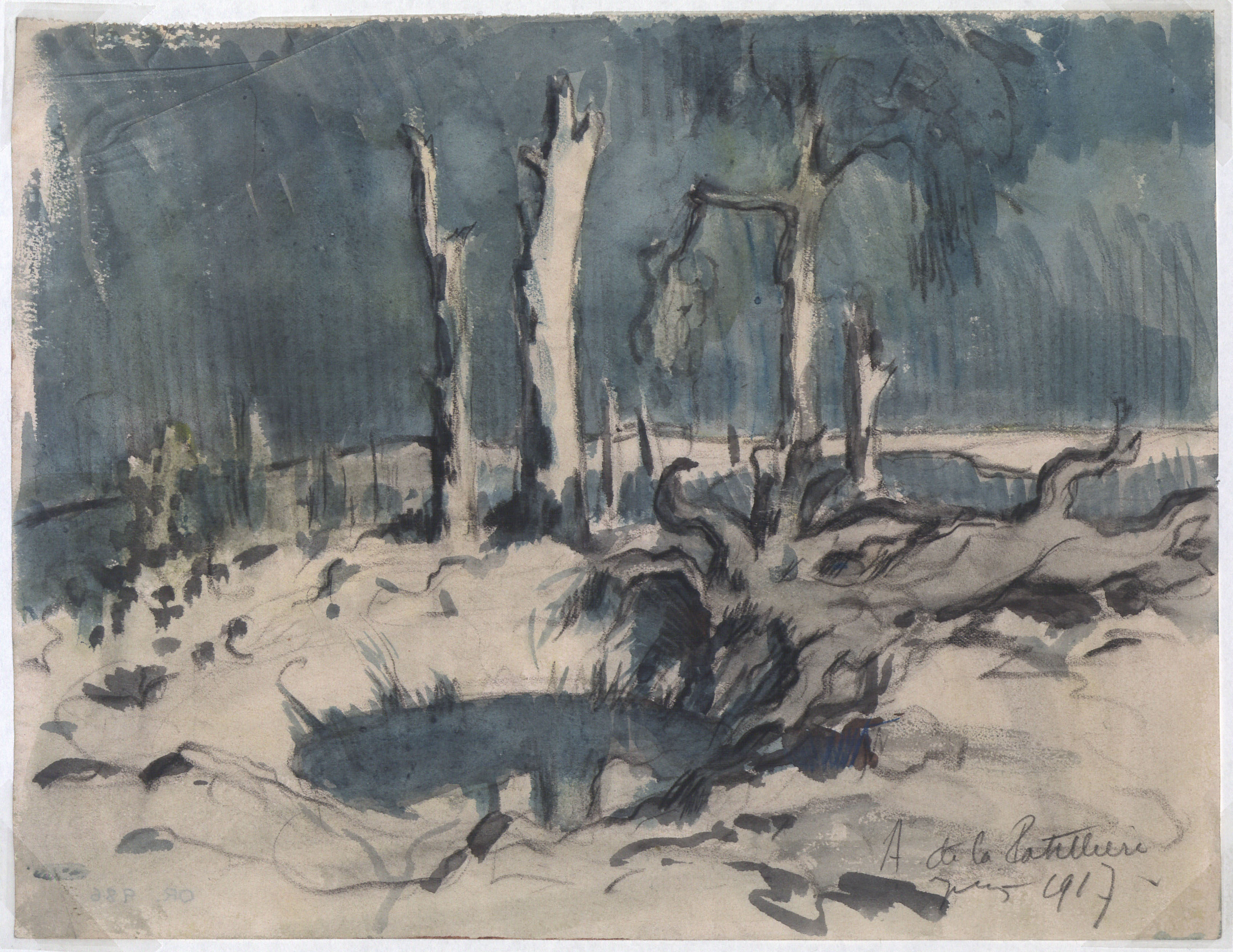
Acuarela de Amédée Dubois de la Patellière, enero 1917

Desde temprana edad, Amédée experimentó una profunda conexión con la naturaleza y la vida rural, ya que pasó su infancia en el campo, rodeado de los paisajes serenos y la tranquila vida agrícola de la región de Nantes. Este entorno campestre se convertiría en una fuente inagotable de inspiración para su obra, influyendo en la elección de sus temas y en el estilo que desarrollaría más adelante.
A pesar de haberse preparado inicialmente para una carrera en la Academia Naval, Amédée decidió seguir su pasión por el arte y en 1910 ingresó en la prestigiosa Academia Julian de París. Aquí, bajo la tutela de renombrados maestros del arte, comenzó a perfeccionar su técnica y a explorar su visión artística única.
El estallido de la Primera Guerra Mundial interrumpió temporalmente su carrera artística, ya que Amédée sirvió en el ejército francés durante el conflicto. Sin embargo, esta experiencia no solo moldeó su perspectiva del mundo, sino que también influyó en su arte, dándole una nueva profundidad emocional y temática.
Después de la guerra, Amédée pasó un tiempo en Túnez, donde quedó cautivado por la intensa luminosidad y los colores vibrantes del paisaje. Estas impresiones se reflejarían más tarde en sus dibujos, que capturaban la esencia misma de la región.
De regreso en París, entre 1921 y 1931, Amédée produjo la mayor parte de su obra conocida. Durante este período, su estilo artístico maduró y se consolidó, y comenzó a ser reconocido por su enfoque expresionista único. Su técnica se caracterizaba por una aplicación audaz de la pintura, con pinceladas densas y un uso expresivo del claroscuro para crear profundidad y drama en sus composiciones. Además, exploró una variedad de temas, desde retratos hasta paisajes urbanos y naturalezas muertas, cada uno imbuido con una sensibilidad emocional y una intensidad visual distintivas. Como sus amigos André Dunoyer de Segonzac y Henri Le Fauconnier, desarrolló un estilo basado en la pasta pictórica densa, con tendencia al claroscuro y los volúmenes sólidos.
Amédée se contaba entre los artistas expresionistas más destacados de su época, y sus obras eran objeto de admiración tanto por parte de la crítica como del público. Su capacidad para transmitir la emoción humana y la belleza del mundo a través de su arte lo convirtió en una figura influyente en el panorama artístico de su tiempo.
Sin embargo, su vida y su carrera fueron truncadas prematuramente por su temprano fallecimiento en 1932, a la edad de 42 años. A pesar de su corta vida, el legado artístico de Amédée de La Patellière perdura hasta nuestros días, recordándonos su talento excepcional y su contribución significativa al arte expresionista francés.